# A1 Ethniki 2012-13
La A1 Ethniki 2012-13 fue la edición número 73 de la A1 Ethniki, la máxima competición de baloncesto de Grecia. La temporada regular comenzó el 13 de octubre de 2012 y los playoffs acabaron el 15 de junio de 2013. Los ocho mejor clasificados accederían a los playoffs. El Peristeri BC y el EK Kavala descendieron a la A2 Ethniki.
El campeón fue el Panathinaikos, que lograba su trigésimo tercer título, derrotando en la final al Olympiacos B.C. en tres partidos.

## Equipos
| Club              | Ciudad             |
| ----------------- | ------------------ |
| Apollon Patras    | Patras             |
| Aris              | Salónica           |
| Ikaros Kallitheas | Kallithea, Atenas  |
| Ilysiakos         | Ilisia, Atenas     |
| KAOD              | Drama              |
| Kavala            | Kavala             |
| Kolossos Rodou    | Rodas              |
| Olympiacos        | El Pireo           |
| Panathinaikos     | Atenas             |
| Panelefsiniakos   | Elefsina           |
| Panionios         | Nea Smyrni, Atenas |
| PAOK              | Salónica           |
| Peristeri         | Peristeri, Atenas  |
| Rethymno          | Rethymno           |

## Resultados

### Temporada regular
|     | Equipo            | J  | G  | P  | PF   | PC   | Dif. | Pts | Clasificación          |
| --- | ----------------- | -- | -- | -- | ---- | ---- | ---- | --- | ---------------------- |
| 1.  | Olympiacos        | 26 | 25 | 1  | 2278 | 1744 | +534 | 51  | playoffs               |
| 2.  | Panathinaikos     | 26 | 22 | 4  | 2088 | 1632 | +456 | 48  | playoffs               |
| 3.  | Panionios         | 26 | 20 | 6  | 1999 | 1864 | +135 | 46  | playoffs               |
| 4.  | PAOK              | 26 | 17 | 9  | 1905 | 1843 | +62  | 43  | playoffs               |
| 5.  | Rethymno          | 26 | 17 | 9  | 1979 | 1932 | +47  | 43  | playoffs               |
| 6.  | Aris              | 26 | 13 | 13 | 1824 | 1870 | -46  | 39  | playoffs               |
| 7.  | Ikaros Kallitheas | 26 | 12 | 14 | 1854 | 1969 | –115 | 38  | playoffs               |
| 8.  | Apollon Patras    | 26 | 11 | 15 | 1951 | 1993 | -42  | 37  | playoffs               |
| 9.  | KAOD              | 26 | 11 | 15 | 2003 | 2053 | -50  | 37  |                        |
| 10. | Kolossos Rodou    | 26 | 8  | 18 | 1838 | 1971 | -133 | 34  |                        |
| 11. | Panelefsiniakos   | 26 | 7  | 19 | 1880 | 1991 | -111 | 33  |                        |
| 12. | Ilysiakos         | 26 | 7  | 19 | 1788 | 2033 | -245 | 33  |                        |
| 13. | Peristeri         | 26 | 7  | 19 | 1785 | 2079 | -294 | 33  | Descieden a A2 Ethniki |
| 14. | Kavala            | 26 | 5  | 21 | 1937 | 2135 | -198 | 31  | Descieden a A2 Ethniki |

### Playoffs
|  | Cuartos de final | Cuartos de final  | Cuartos de final | Cuartos de final | Cuartos de final |    |     | Semifinales   | Semifinales | Semifinales | Semifinales | Semifinales | Semifinales | Semifinales |   |              | Final        | Final           | Final        | Final        | Final        | Final        | Final |  |
|  |                  |                   |                  |                  |                  |    |     |               |             |             |             |             |             |             |   |              |              |                 |              |              |              |              |       |  |
|  |                  |                   |                  |                  |                  |    |     |               |             |             |             |             |             |             |   |              |              |                 |              |              |              |              |       |  |
|  | 1                | Olympiacos        | 77               | 83               | -                |    |     |               |             |             |             |             |             |             |   |              |              |                 |              |              |              |              |       |  |
|  | 1                | Olympiacos        | 77               | 83               | -                |    |     |               |             |             |             |             |             |             |   |              |              |                 |              |              |              |              |       |  |
|  | 8                | Apollon Patras    | 63               | 73               | -                |    |     |               |             |             |             |             |             |             |   |              |              |                 |              |              |              |              |       |  |
|  | 8                | Apollon Patras    | 63               | 73               | -                |    | 1   | Olympiacos    | 77          | 87          | 80          | –           | –           |             |   |              |              |                 |              |              |              |              |       |  |
|  |                  |                   |                  |                  |                  |    | 1   | Olympiacos    | 77          | 87          | 80          | –           | –           |             |   |              |              |                 |              |              |              |              |       |  |
|  |                  |                   | 5                | Rethymno Aegean  | 62               | 72 | 67  | –             | –           |             |             |             |             |             |   |              |              |                 |              |              |              |              |       |  |
|  | 4                | PAOK              | 5                | Rethymno Aegean  | 62               | 72 | 67  | –             | –           | 71          | 65          | –           |             |             |   |              |              |                 |              |              |              |              |       |  |
|  | 4                | PAOK              |                  |                  |                  |    |     |               |             |             |             | –           |             |             |   |              |              |                 |              |              |              |              |       |  |
|  | 5                | Rethymno Aegean   | 75               | 88               | –                |    |     |               |             |             |             |             |             |             |   |              |              |                 |              |              |              |              |       |  |
|  | 5                | Rethymno Aegean   | 75               | 88               | –                |    |     |               |             |             |             |             |             |             |   | 1            | Olympiacos   | 51              | 52           | 0*           | –            | –            |       |  |
|  |                  |                   |                  |                  |                  |    |     |               |             |             |             |             |             |             |   | 1            | Olympiacos   | 51              | 52           | 0*           | –            | –            |       |  |
|  |                  |                   | 2                | Panathinaikos    | 64               | 63 | 20* | –             | –           |             |             |             |             |             |   |              |              |                 |              |              |              |              |       |  |
|  | 2                | Panathinaikos     | 2                | Panathinaikos    | 64               | 63 | 20* | –             | –           | 88          | 78          | –           |             |             |   |              |              |                 |              |              |              |              |       |  |
|  | 2                | Panathinaikos     |                  |                  |                  |    |     |               |             |             |             | –           |             |             |   |              |              |                 |              |              |              |              |       |  |
|  | 7                | Ikaros Kallitheas | 57               | 62               | –                |    |     |               |             |             |             |             |             |             |   |              |              |                 |              |              |              |              |       |  |
|  | 7                | Ikaros Kallitheas | 57               | 62               | –                |    | 2   | Panathinaikos | 84          | 81          | 64          | –           | –           |             |   | Tercer lugar | Tercer lugar | Tercer lugar    | Tercer lugar | Tercer lugar | Tercer lugar | Tercer lugar |       |  |
|  |                  |                   |                  |                  |                  |    | 2   | Panathinaikos | 84          | 81          | 64          | –           | –           |             |   | Tercer lugar | Tercer lugar | Tercer lugar    | Tercer lugar | Tercer lugar | Tercer lugar | Tercer lugar |       |  |
|  |                  |                   | 3                | Panionios        | 61               | 55 | 62  | –             | –           |             |             |             |             |             |   |              |              |                 |              |              |              |              |       |  |
|  | 3                | Panionios         | 3                | Panionios        | 61               | 55 | 62  | –             | –           | 80          | 66          | 74          |             |             | 3 | Panionios    | 80           | 73              | 71           | 71           | –            |              |       |  |
|  | 3                | Panionios         |                  |                  |                  |    |     |               |             |             |             | 74          |             |             | 3 | Panionios    | 80           | 73              | 71           | 71           | –            |              |       |  |
|  | 6                | Aris              | 79               | 75               | 67               |    |     |               |             |             |             |             |             |             |   |              | 5            | Rethymno Aegean | 74           | 74           | 60           | 61           | –     |  |
|  | 6                | Aris              | 79               | 75               | 67               |    |     |               |             |             |             |             |             |             |   |              | 5            | Rethymno Aegean | 74           | 74           | 60           | 61           | –     |  |
|  |                  |                   |                  |                  |                  |    |     |               |             |             |             |             |             |             |   |              |              |                 |              |              |              |              |       |  |

* El partido se paró con 1:27 por jugar en el último cuarto debido a bengalas, fuegos artificiales y otros objetos que fueron lanzados a la pista por parte de los aficionados del Olympiacos. En ese momento, Panathinaikos ganaba el partido con un marcador de 72-76. Los árbitros pararon el partido temporalmente, y pidieron que los aficionados abandonasen el pabellón. Sin embargo, alrededor de 12 aficionados del Olympiacos permanecieron en los asientos VIP y se negaron a abandonar el recinto. Eso hizo que los árbitros suspendieran definitivamente el partido, dando automáticamente la victoria a Panathinaikos por 0-20.

### Galardones
| MVP de la A1 Ethniki - Stephane Lasme – Panathinaikos MVP de las Finales - Stephane Lasme – Panathinaikos Mejor jugador joven - Alexander Vezenkov – Aris Mejor defensor - Stéphane Lasme – Panathinaikos | Jugador más mejorado - Vlantimir Giankovits – Panionios B.C. Mejor entrenador - Argyris Pedoulakis – Panathinaikos Mejor quinteto - Vassilis Spanoulis, Olympiacos - Dīmītrīs Diamantidīs, Panathinaikos - Nikos Pappas, Panionios B.C. - Kostas Papanikolaou, Olympiacos - Vlantimir Giankovits, Panionios B.C. - Stéphane Lasme, Panathinaikos |